# 巴勃罗·伊达尔戈
巴勃罗·伊达尔戈（1974年10月12日—）是一个智利电影制作人，当前为卢卡斯影业《星球大战》卢卡斯影业故事组的创意主管和成员。

## 早年
伊达尔戈出生在智利圣地亚哥，在加拿大曼尼托巴省的温尼伯。1987年，他成为角色扮演游戏（RPG）West End Games 的粉丝，West End Games 是20世纪80年代《星球大战》系列内容唯一的官方内容来源，这是他在大学因在创造故事方面变得出名。1997年，在Star Wars Index开始撰写星球大战粉丝百科全书。2000年，正式从一名视效概念艺术家和数字合成师转型成为卢卡斯影业的全职星战专家，从事星球大战官方网站的内容开发工作。